# بوئینگ بیزینس جت
بوئینگ بیزینس جت (به انگلیسی: Boeing Business Jet) به مجموعه  هواپیما های تجاری  ساختِ کارخانهٔ بوئینگ در کشور ایالات متحده آمریکا گفته میشود  که از سال ۱۹۹۸ ساخته شد. اولین نسل از این سری هواپیما ها در ۴ سپتامبر ۱۹۹۸ میلادی نخستین پرواز خود را انجام داد.